# Eugenio Ruspoli
Eugenio Ruspoli (Țigănești, 6 de enero de 1866 – Burgi, Somalia, 4 de diciembre de 1893) fue un explorador italiano.

## Biografía

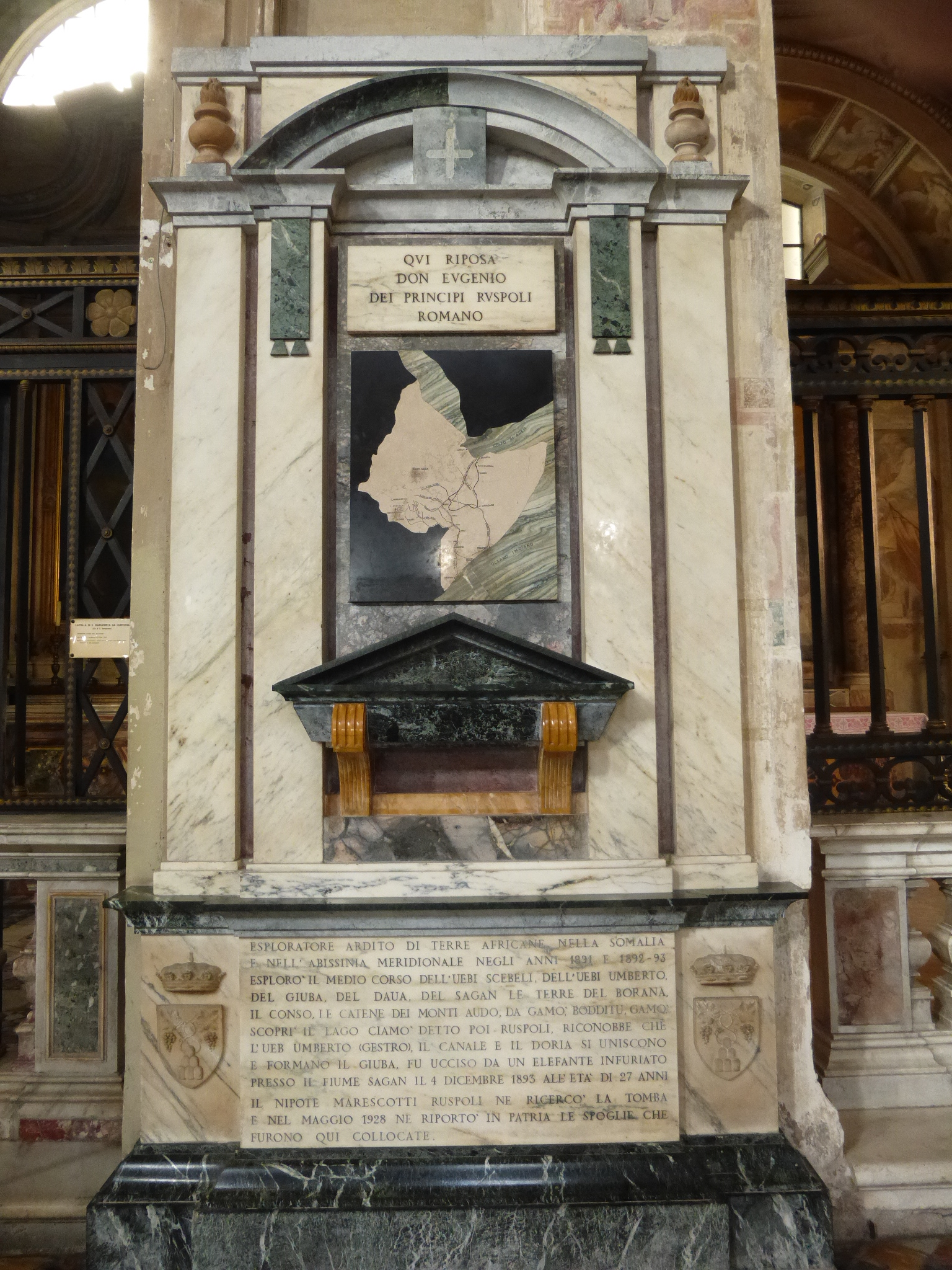
Tumba de Eugenio Ruspoli

Perteneció a la noble familia florentina de los Ruspoli, fue hijo de Emanuele Ruspoli y su primera esposa, la princesa rumana Caterina Vogoride-Conachi. Se hizo oficial de caballería, pero abandonó el ejército en 1890.
Su primera exploración por África la realizó en Mozambique, donde remontó, en compañía de Massimiliano Siber, una parte del río Zambeze. 
Realizó un viaje exploratorio a Somalia en 1891, junto a Emilio Del Seno y el naturalista suizo Conrad Keller, con el que pretendían recorrer toda la península desde el golfo de Adén hasta el río Juba. En agosto de 1891 salieron de la ciudad costera de Berbera, atravesaron el Ogadén y llegaron al río Shebelle. Remontaron el río, explorándolo durante un largo tramo, pero la hostilidad de las poblaciones locales, con las que mantuvo fuertes enfrentamientos armados, les impidieron llegar hasta el Juba y tuvieron que regresar a Berbera en noviembre, embarcarse hacia Adén y regresar a Italia. Ruspoli trajo de vuelta materiales zoológicos, botánicos, mineralógicos y etnográficos. En 1892, publicó un relato de su primer viaje titulado Nel paese della mirra.
En 1892 y 1893, Ruspoli realizó un segundo viaje a Somalia con Del Seno, Luigi Lucca, el botánico Domenico Riva y el geólogo Walter Borchardt, acompañados esta vez de una fuerte escolta. En diciembre de 1892 partieron de nuevo de Berbera y, atravesando toda la península, llegaron hasta el río Juba, avanzó hasta la localidad de Dolo, donde en mayo de 1893 Ruspoli firmó un tratado por el que colocó al sultanato de Lugh bajo protectorado italiano. Continuaron hasta el lago Chamo, en la actual Etiopía, al que Ruspoli bautizó como lago Umberto en honor del entonces rey de Italia Humberto I. Después de su muerte, el lago fue rebautizado como lago Ruspoli por el también explorador italiano Vittorio Bottego.
Murió en diciembre de 1893 por un accidente de caza causado por un elefante cerca de Burgi, en Somalia. Los supervivientes de la expedición regresaron a Roma, cuatro meses después, con importantes colecciones zoológicas, botánicas y paleontológicas.

## En la Ciencia
En 1896, el ornitólogo Tommaso Salvadori nombró a un ave etíope como Tauraco ruspolii en su honor. El ave fue descubierta por Ruspoli en 1892 o 1893, pero la fecha y la ubicación precisas son desconocidas debido a la muerte del explorador y a la falta de notas. 
Junto con su compañero de viaje Domenico Riva, también descubrió la especie de las Orchidaceae llamada Aerangis somalensis. 